# هيذر ماكسويل
هيذر ماكسويل (بالإنجليزية: Heather Maxwell)‏ هي عازفة الجاز أمريكية، ولدت في 31 ديسمبر 1949.